# 三枝成章の気まぐれ
『三枝成章の気まぐれ』（さえぐさしげあきのきまぐれ）は、日本テレビ系列で、『おしゃれ』の放送枠上の後番組として、1987年4月6日から同年10月2日にかけて月曜日～金曜日の13時15分 - 13時30分に放送されていた生活密着型の情報バラエティ番組である。

## 概要
この本番組も、『おしゃれ』のスタッフと、オフィス・トゥー・ワンによる制作。
『おしゃれ』時代は資生堂の一社のみの提供であったが、同番組は資生堂を含む複数社の提供番組となった（一時期隔日制で資生堂一社提供となっていたことがあった）。
『午後は○○おもいッきりテレビ』開始に伴い、番組は半年で終了した。

## 司会
- 三枝成章（現:三枝成彰）
- マリアン

## レギュラー出演者・担当コーナー
- 結城貢…「結城貢のタノモー!!」（料理コーナーで、一般の主婦と一緒に進行する）
- トニー田中…「トニー田中のワンポイント・ファッション」（メーキャップ、スタイリングなど美容に関するコーナー）ほか。

## ネット局（14:00からの時差ネット局を含む）
系列は当番組終了時（1987年10月2日）のもの。
| 放送対象地域  | 放送局         | 系列                                         | ネット形態 | 備考  |
| ------------- | -------------- | -------------------------------------------- | ---------- | ----- |
| 関東広域圏    | 日本テレビ     | 日本テレビ系列                               | 制作局     |       |
| 北海道        | 札幌テレビ     | 日本テレビ系列                               | 同時ネット |       |
| 青森県        | 青森放送       | 日本テレビ系列 テレビ朝日系列                | 同時ネット |       |
| 岩手県        | テレビ岩手     | 日本テレビ系列                               | 同時ネット |       |
| 宮城県        | ミヤギテレビ   | 日本テレビ系列                               | 同時ネット |       |
| 秋田県        | 秋田放送       | 日本テレビ系列                               | 同時ネット |       |
| 山形県        | 山形放送       | 日本テレビ系列 テレビ朝日系列                | 同時ネット |       |
| 福島県        | 福島中央テレビ | 日本テレビ系列                               | 同時ネット |       |
| 山梨県        | 山梨放送       | 日本テレビ系列                               | 同時ネット |       |
| 新潟県        | テレビ新潟     | 日本テレビ系列                               | 同時ネット |       |
| 長野県        | 信越放送       | TBS系列                                      | 遅れネット | [ 1 ] |
| 静岡県        | 静岡第一テレビ | 日本テレビ系列                               | 同時ネット |       |
| 富山県        | 北日本放送     | 日本テレビ系列                               | 同時ネット |       |
| 石川県        | 北陸放送       | TBS系列                                      | 遅れネット | [ 2 ] |
| 福井県        | 福井放送       | 日本テレビ系列                               | 同時ネット |       |
| 中京広域圏    | 中京テレビ     | 日本テレビ系列                               | 同時ネット |       |
| 近畿広域圏    | よみうりテレビ | 日本テレビ系列                               | 同時ネット |       |
| 鳥取県 島根県 | 日本海テレビ   | 日本テレビ系列 テレビ朝日系列                | 同時ネット |       |
| 広島県        | 広島テレビ     | 日本テレビ系列                               | 同時ネット |       |
| 山口県        | 山口放送       | 日本テレビ系列 テレビ朝日系列                | 同時ネット |       |
| 徳島県        | 四国放送       | 日本テレビ系列                               | 同時ネット |       |
| 香川県 岡山県 | 西日本放送     | 日本テレビ系列                               | 同時ネット |       |
| 愛媛県        | 南海放送       | 日本テレビ系列                               | 同時ネット |       |
| 高知県        | 高知放送       | 日本テレビ系列                               | 同時ネット |       |
| 福岡県        | 福岡放送       | 日本テレビ系列                               | 同時ネット |       |
| 長崎県        | 長崎放送       | TBS系列                                      | 遅れネット | [ 1 ] |
| 熊本県        | 熊本県民テレビ | 日本テレビ系列                               | 同時ネット |       |
| 大分県        | テレビ大分     | フジテレビ系列 日本テレビ系列 テレビ朝日系列 | 同時ネット | [ 1 ] |
| 宮崎県        | 宮崎放送       | TBS系列                                      | 遅れネット | [ 1 ] |
| 鹿児島県      | 鹿児島テレビ   | フジテレビ系列 日本テレビ系列                | 同時ネット | [ 3 ] |
| 沖縄県        | 沖縄テレビ     | フジテレビ系列                               | 遅れネット | [ 1 ] |

※…14:00から時差ネットしていた局は、すぐ後に味の素提供の『ごちそうさま』を放映。